# Jeugdbrandweer

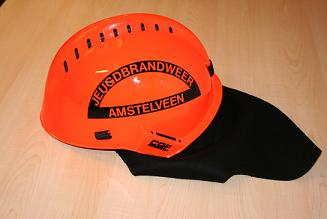
Jeugdbrandweerhelm

De Jeugdbrandweer is bij meer dan 150 brandweerkorpsen in België en Nederland actief. Jongeren vanaf 11 tot 18 jaar worden hier vertrouwd gemaakt met het werk van de brandweer. De jongeren krijgen les in de basisvaardigheden van het brandweervak en oefenen veel met de basismaterialen. Onderwerpen zijn onder andere 'wat is brand' en 'hoe blus ik een brand'. Na het jaar dat een jongere 18 wordt is het onder voorwaarden mogelijk om door te stromen naar de vrijwillige- of beroepsbrandweer. De jeugdbrandweer wordt vaak gezien als een kweekvijver voor nieuw personeel.
Een jeugdbrandweerkorps is doorgaans opgedeeld in groepen, er zijn junioren (t/m 15 jaar) en aspiranten (t/m 18 jaar). Beide groepen oefenen doorgaans het zogenoemde waterwinning dat de basis vormt van veel vormen van brandbestrijding. Kennis en vaardigheid van de groepen wordt getest via wedstrijden en toetsen. de toetsen zijn 2 keer per jaar. de wedstrijden zijn 2 tot 3 keer per jaar 

## Nederland

### Organisatie
Er is voor de jeugdbrandweer één overkoepelende organisatie Stichting Jeugdbrandweer Nederland (afgekort JBNL). Deze organisatie organiseert jeugdbrandweerwedstrijden en geeft in samenwerking met het NIFV een lesboek uit voor de jeugdbrandweer. 

### Wedstrijden
Jeugdbrandweer Nederland organiseert ieder jaar verschillende wedstrijden door heel Nederland voor alle jeugdbrandweerkorpsen. Tijdens deze wedstrijden wordt de jeugd uitgedaagd om een brand zo goed mogelijk te blussen. De groep wordt tijdens deze wedstrijd beoordeeld door ervaren brandweer-mannen en -vrouwen en krijgen aan het einde van de dag een beoordeling. Er zijn verschillende rondes in de wedstrijden, namelijk kwalificatie wedstrijden, halve finale en finale. Uit de finale komt de landskampioen van het jaar.
Er zijn verschillende categorieën van wedstrijden. Voor de junioren groepen is er enkel de categorie lage druk. De aspiranten ploegen kunnen kiezen uit lage druk en hoge druk. Bij lage druk gaan de ploegen een brand blussen vanaf een brandkraan door middel van het aflegsysteem met verdeelstuk. Bij hoge druk gaat de groep een brand blussen met water direct vanuit de brandweerwagen. 
Naast Jeugdbrandweer Nederland organiseren jeugdkorpsen onderling ook wedstrijden om extra te oefenen voor de bovenstaande wedstrijden.